# Heriades labiatus
Heriades labiatus är en biart som beskrevs av Pérez 1896. Heriades labiatus ingår i släktet väggbin, och familjen buksamlarbin. Inga underarter finns listade i Catalogue of Life.